# Aaron Hernandez
Aaron Josef Hernandez (Bristol, 6 de novembro de 1989 — Leominster, 19 de abril de 2017) foi um jogador de futebol americano que jogou pelo New England Patriots como tight end na National Football League.
Um ávido atleta desde a infância, ganhou uma bolsa de estudos na Universidade da Flórida e quando terminou a faculdade foi jogar como profissional na NFL, onde, devido aos bons números e atuações dentro de campo, chegou a receber, em 2012, uma extensão contratual de cinco anos valendo US$ 39 milhões de dólares para continuar com os Patriots. Porém, os problemas extra-campo que o acompanhavam desde os tempos de escola permaneceram e seu envolvimento com gangues e criminosos era de conhecimento da imprensa. Em meados de 2013, Hernandez foi preso pelo assassinado de Odin Lloyd. Pouco tempo depois, os Patriots dispensaram o jogador de seu contrato.
Em 2015, Hernandez foi condenado por assassinato em primeiro grau e sentenciado à prisão perpétua sem possibilidade de condicional. Chegou também a ser indiciado no duplo homicídio de Daniel de Abreu e Safiro Furtado, mas foi inocentado dessas acusações em 2017. Em abril daquele ano, com os processos e apelações ainda em andamento, Aaron Hernandez foi encontrado morto na sua cela, com sua morte sendo registrada como suicídio por enforcamento. Uma autópsia posterior revelou que ele sofria de encefalopatia traumática crônica, um mal que aflige vários jogadores de futebol americano devido as concussões resultantes da natureza do esporte.

## Biografia

### Infância, carreira universitária e primeiros problemas com a polícia
Aaron Hernandez nasceu em Bristol, Connecticut, em novembro de 1989, e cresceu na Avenida Greystone. O seu pai, Dennis Hernandez, foi um esportista condecorado da Universidade de Connecticut, que morreu quando Aaron tinha apenas 16 anos.
Um ano após a morte do pai, Aaron recebeu uma bolsa de estudos na Universidade da Flórida. Com um porte físico acima da média para um atleta de 17 anos, ele rapidamente se destacou no time de futebol americano dos Gators. Em sua segunda temporada na equipe, Hernandez conquistou o título nacional universitário ao lado de Tim Tebow, Mike Pouncey, Carlos Dunlap e Percy Harvin.
Um ano após se destacar no time Universitário, surgiria o primeiro problema de Aaron com a Justiça. O camisa 81 dos Gators se envolveu em uma briga de bar. Pouco tempo depois, foi interrogado pela polícia a respeito de um incidente com armas de fogo que deixou duas pessoas baleadas.
Outro imbróglio com a polícia aconteceu na sua segunda temporada no futebol americano universitário, quando chegou a ser suspenso por violar a política de substâncias ilícitas e ser flagrado sob uso de maconha.

### Carreira na NFL

#### New England Patriots
Em 2010, Hernandez pulou o último ano de universidade para ir direto ao Draft da NFL. Visto pela maioria dos especialistas como o melhor tight end disponível naquele ano, seus problemas extracampo fizeram com que muitos times evitassem a escolha, sendo, por isso, draftado apenas na quarta rodada, pelo New England Patriots. Aos 20 anos, Hernandez era o jogador mais jovem no elenco de qualquer time naquela temporada. Seu desempenho naquele ano lhe rendeu um novo contrato, com duração de cinco anos.
De 2010 a 2012, ele conseguiu 1 956 jardas de recepção em trinta e oito partidas e dezoito touchdowns na sua carreira profissional, além de um vice campeonato no Super Bowl XLVI, em 2012, e da conferência americana, em 2013, formando uma uma dupla prolífica com Rob Gronkowski. No começo de 2013, foi dispensado dos Patriots devido aos seus problemas extracampo.

### Acusação de assassinato
Os problemas de Aaron com a justiça americana começaram em 2012. No dia 16 de julho daquele ano ele se envolveu em um caso de duplo homicídio na saída de uma boate em Boston, onde ele foi um dos suspeitos de ter matado duas pessoas e ainda de ter baleado o amigo, Alexander Bradley, para que ele não contasse às autoridades. Hernandez acabou inocentado deste caso em abril de 2017, após mensagens apagadas do celular de Bradley comprovarem que ele não tinha certeza se o ex-jogador estava envolvido.
Apesar disso, porém, foi um outro caso que colocaria Hernandez na cadeia. Em 22 de agosto de 2013, Hernandez foi indiciado por um grande júri pelo assassinato de Odin Lloyd. Hernandez estava sendo investigado também no contexto de outros casos de violência, incluindo assassinatos múltiplos, tanto na Flórida como no Massachusetts.
Em 14 de abril de 2015, após dois anos de julgamento, Hernandez foi condenado à prisão perpétua pelo assassinato em primeiro grau de Odin Lloyd, sem direito a liberdade condicional.

### Morte
Em 19 de abril de 2017, Aaron foi encontrado morto no Centro Correcional Baranowski, onde cumpria pena. A imprensa divulgou o motivo da sua morte como suicídio. Contudo, o advogado e a família dele disseram não ter percebido qualquer sinal de pudesse indicar que Aaron tivesse tirado a própria vida. No dia seguinte, autoridades de Massachusetts confirmaram o motivo da morte como suicídio.
A pedido da família, o cérebro de Hernandez foi liberado para a Universidade de Boston para ser estudado e foi diagnosticado que ele tinha encefalopatia traumática crônica (CTE, na sigla em inglês), uma doença degenerativa progressiva encontrada em pessoas que sofreram um golpe severo ou golpes repetidos na cabeça, incluindo jogadores de futebol americano que sofreram diversas concussões ao longo da carreira. Um dos médicos responsáveis afirmou que o CTE foi um fator determinante na degeneração do seu estado mental, que foi um dos fatores que impulsionaram o suicídio do atleta.